# اوریم آلاسیا
مژده اوریم آلاسیا (به ترکی استانبولی: evrim Alasya؛ زادهٔ ۲ اوت ۱۹۷۹) بازیگر اهل ترکیه است. او بیشتر به دلیل بازی در سریال دختران آفتاب , و شربت زغال اخته ( Kızılcık Şerbeti ) شناخته می‌شود

## آثار
| نام اثر        | سال       | نقش              |
| شربت زغال اخته | ۲۰۲۲–۲۰۲۳ | کیویلجیم         |
| عقرب           | ۲۰۲۱–۲۰۲۰ | فردا             |
| اتاق قرمز      | ۲۰۲۰      | ملیحه            |
| دروغ‌های بزرگ   | ۲۰۱۸      | مژگان            |
| دختران آفتاب   | ۲۰۱۶–۲۰۱۵ | گونش             |
| اسم من گل تپه  | ۲۰۱۴      | سونا             |
| حریم سلطان     | ۲۰۱۲      | عایشه حفصه سلطان |
| صداهای شبانه   | ۲۰۰۸      | نسلیهان          |